# Стольберг, Вильгельмина
Вильгельмина Стольберг (швед. Wilhelmina Stålberg, полное имя Carolina Wilhelmina Stålberg; 1803—1872) — шведская писательница, поэтесса, переводчик.

## Биография
Родилась  26 ноября 1803 года в Стокгольме. Её настоящие родители неизвестны — после недолгого пребывания в детском доме ее забрала семья деревенского писателя Стольберга. Родители хотели, чтобы девочка стала горничной, но у неё обнаружилась поэтическая наклонность.
Первые свои произведения Вильгельмина начала публиковать в 1819 году в стокгольмской газете Stockholms-Tidningen. Первый сборник стихов Min lyras första toner вышел в 1826 году. Также она писала детские книги, сборники загадок и шарад, которые имели широкую аудиторию; в Германии и Дании их иногда упоминали как произведения «fru Carlén och Onkel Adam».
Вильгельмина Стольберг работала переводчиком, в частности, английскую книгу вязания крючком, которая была первой книгой о вязании крючком на шведском языке, став родоначальником этого способа вязания в Швеции.
В конце жизни стала филантропом, жила в Стокгольме до 1870 года, затем когда переехала в приход Мариефред, где и умерла 23 июля 1872 года.